# Entebbe
Entebbe  er en forstad til Ugandas hovedstad Kampala, og har 90.500 indbyggere. Byen ligger 35 km fra hovedstaden, og ligger ude til Victoriasøen, hvor der er forbindelse med færge til andre lande omkring søen.
Byen huser Entebbe International Airport, som er Ugandas største. Entebbe og lufthavnen blev internationalt kendt under det gidseldrama, der udspillede sig i 1976 og som blev afsluttet under Operation Entebbe.